# Tibasosa
Tibasosa – miasto w Kolumbii, w departamencie Boyacá.